# Kalmia

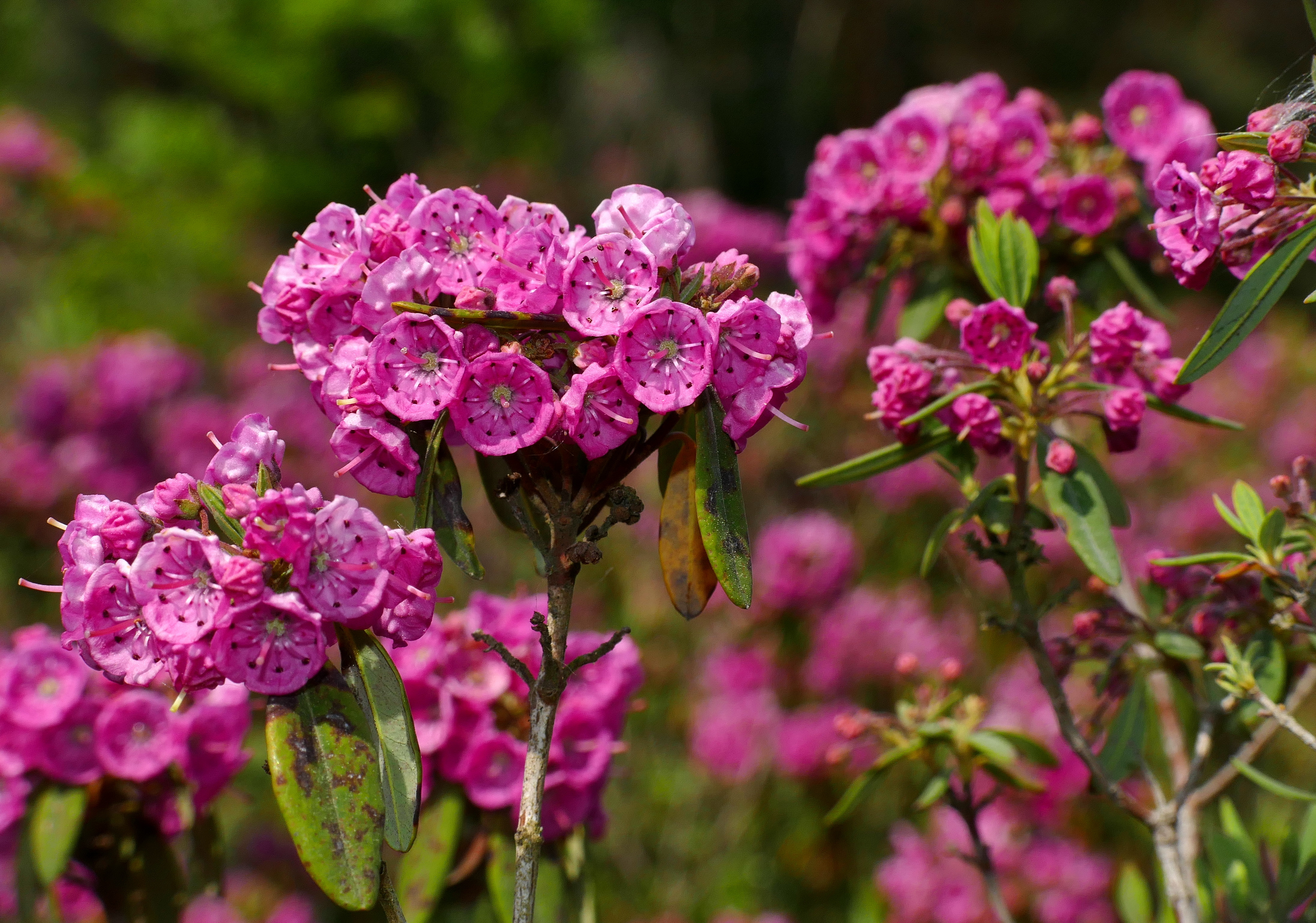
Kalmia wąskolistna

Kalmia (Kalmia L.) – rodzaj roślin z rodziny wrzosowatych. Należy do niego 9 gatunków. Największe ich zróżnicowanie jest w Ameryce Północnej, gdzie rośnie 8 gatunków, z czego 7 we wschodniej części kontynentu (na południu sięgając do Kuby), a jeden (kalmia wrzosopodobna K. ericoides) w zachodniej części. Jeden gatunek – naskałka pełzająca K. procumbens – występuje w górach Europy i północnej Azji (nazwa zwyczajowa wynika z długiej tradycji zaliczania tego gatunku do odrębnego rodzaju – naskałka Loiseleuria).
Wszystkie gatunki są trujące dla ludzi i hodowanych zwierząt roślinożernych. Uprawiane są jako ozdobne, zwłaszcza kalmia szerokolistna i kalmia wąskolistna. Wyhodowano liczne odmiany o intensywnie zabarwionych kwiatach. Poza tym rośliny te wykorzystywane są jako lecznicze.
Rodzaj nazwany został przez Karola Linneusza na cześć swego ucznia – Petera Kalma, który odbył podróż po Ameryce Północnej w latach 1848–1851, dostarczając Linneuszowi znaczną kolekcję tamtejszych roślin.

## Morfologia
PokrójWiecznie zielone krzewy o pędach prosto wzniesionych, tylko w przypadku K. procumbens silnie gałęzistych i płożących, z kolei w przypadku K. latifolia rośliny rosną czasem tak okazałe, że osiągają rozmiary niewielkich drzew (do 12 m). Pędy są nagie lub owłosione w różnym stopniu.
LiścieSkrętoległe, rzadziej naprzeciwległe lub wyrastające po trzy z węzła. Zwykle wąskojajowate, skórzaste, całobrzegie i zimozielone (sezonowe tylko u K. cuneata).
KwiatyZebrane w szczytowe lub kątowe baldachy, grona, wiechy i pęczki, rzadko kwiaty wyrastają pojedynczo. Są promieniste i obupłciowe. Działki kielicha są zwykle zielone, trwałe i jest ich pięć. Płatki korony zwykle jasnoróżowe (u odmian często intensywniej wybarwione), wolne lub zrośnięte w różnym stopniu. Pręcików jest zwykle 10 (5 u K. procumbens). Zalążnia górna, zwykle 5-komorowa. Szyjka słupka krótsza od korony, prosta lub zgięta, zakończona główkowatym, rzadziej 5-łatkowym znamieniem.
OwoceSuche, kulistawe torebki zawierające liczne nasiona.

## Systematyka
Rodzaj z plemienia Phyllodoceae i podrodziny Ericoideae z rodziny wrzosowatych Ericaceae.
Ujęcie systematyczne rodzaju uległo zmianie na początku XXI wieku, kiedy to na podstawie badań molekularnych, ale też nad morfologią roślin, włączono do tego rodzaju wcześniej wyodrębniane, monotypowe rodzaje: naskałka Loiseleuria oraz Leiophyllum.
Wykaz gatunków
- Kalmia angustifolia L. – kalmia wąskolistna
- Kalmia buxifolia (P.J.Bergius) Gift & Kron
- Kalmia cuneata Michx.
- Kalmia ericoides Griseb. – kalmia wrzosopodobna
- Kalmia hirsuta Walter
- Kalmia latifolia L. – kalmia szerokolistna
- Kalmia microphylla (Hook.) A.Heller
- Kalmia polifolia Wangenh. – kalmia wielokwiatowa
- Kalmia procumbens (L.) Gift, Kron & P.F.Stevens ex Galasso, Banfi & F.Conti – naskałka pełzająca

## Zastosowanie
Są uprawiane jako rośliny ozdobne. Najczęściej uprawia się dwa gatunki: kalmię wąskolistną i szerokolistną. Obydwa są w Polsce w pełni mrozoodporne (strefy mrozoodporności 2–9). Są bardzo wytrzymałe; uważa się je za najbardziej wytrzymałe wśród wszystkich uprawianych roślin o wiecznie zielonych liściach. Najlepiej rosną na ziemi przepuszczalnej, z małą ilością próchnicy i w miejscu częściowo osłoniętym. Rozmnaża się je z nasion wysiewanych jesienią, albo przez sadzonkowanie lub odkład.